# Зграда на Тргу Павла Стојковића бр. 10-10а у Нишу
Зграда на Тргу Павла Стојковића бр. 10-10а је објекат који се налази у Нишу. Саграђена је почетком 20. века и представља непокретно културно добро као споменик културе Србије.

## Опште информације
Кућа на Тргу Павла Стојковића или кућа породице Деља, јесте приземна, издужена грађевина са пространим двориштем. Поседује два продајна простора и једну кафану (Цариград), а између су велика дворишна полукружна врата. Део куће под бројем 10, био је власништво познатог нишког кожарског трговца Панајота Деље, цинцарског порекла, који је у Ниш дошао 1878. године из Алексинца. Кућа је саграђена 1882. године, као „Кожарска радња Панајота Ј. Деља и другови“. Други део куће, број 10а, са кафаном припадао је Панајотовој супрузи, Евдокији Деља, рођеној Мантаћ. У њој се налазила кафана „Цариград“, једна од најстаријих кафана у Нишу, која од оснивања 1885. године није мењала назив. Пре Другог светског рата, ову кафану држао је Ђорђе В. Милојковић.
Уписана је у регистар Завода за заштиту споменика културе Ниш 1983. године.